# Макоја
Макоја (шп. Macoya) је мали град на Тринидаду и Тобагу. Налази се на аутопуту Черчил-Рузвелт, између Тунапуне и Тринситија. Град се састоји од пословних просторија и мањег стамбеног насеља. Макојина главна атракција је стадион Марвин Ли, дом домаћих утакмица фудбалског клуба Џо Паблик ФЦ. Ова локација такође укључује „Центар изврсности Жоао Авеланж”.
Састоји се првенствено од:
- Индустријско имање Макоја/Тринсити - састоји се од комерцијалних складишта
- Макоја Гарденс - мали стамбени кварт.
- Село Макоја - налази се око пута Макој у близини Константиновог парка
- Проширење Макоја - заједница у развоју, јужна граница центра изврсности.
- Стадион Марвин Ли, фудбалски објекат који угошћује домаће и међународне фудбалске утакмице, као и суседни центар изврсности Жоао Авеланж, налазе се у Макоју.